# Різдвяний календар
Різдвя́ний календа́р, Адвент календар (нім. Adventskalender (або Weihnachtskalender, а в Австрії: Adventkalender), чеськ. adventní kalendář, нід. adventskalender, англ. Advent calendar, фр. calendrier de l'Avent) — спеціальний календар лютеранської традиції, який показує час, що залишається до Різдва, популярний в європейських країнах.
За традицією це листівка або картонний будиночок з віконцями, що відкриваються, де в спеціальних коробочках лежать або цукерка, або записка з побажаннями (у релігійних сім'ях — з витягами із Писання), або маленькі подаруночки. Календарі бувають і у вигляді мішечків, пакетиків, сумочок або згортків, розвішаних на стрічці. Різдвяний календар починається з першої з чотирьох неділь до Різдва і закінчується у Святвечір.

## Історія
Перші згадки про Різдвяні календарі належать до першої половини XIX століття. Розпочали цю традицію послідовники Лютеранської церкви в Німеччині, незабаром звичай розповсюдився на території німецькомовних країн (Австрія, частина Швейцарії). А вже з початку XX століття мільйони дітей і дорослих по всій Європі незадовго до головного свята року щодня відкривають віконця улюбленого Різдвяного календаря.
Зараз календарі використовуються, аби відстежувати час, що залишився до найулюбленішого свята в році. Для когось це Новий рік, для когось — Різдво. Адресовані вони переважно дітям.